# Anișoara Bălan
Anișoara Bălan, född den 1 juli 1966 i Liteni i Rumänien, är en rumänsk roddare.
Hon tog OS-silver i scullerfyra i samband med de olympiska roddtävlingarna 1992 i Barcelona.